# Rodrigo Abascal
Rodrigo Abascal, vollständiger Name Rodrigo Abascal Barros, (* 14. Januar 1994 in Montevideo) ist ein uruguayischer Fußballspieler.

## Karriere
Der 1,86 Meter große Defensivakteur Abascal steht mindestens seit der Clausura 2015 im Kader des Erstligisten Centro Atlético Fénix. Dort debütierte er unter Trainer Rosario Martínez am 29. März 2015 bei der 1:2-Heimniederlage gegen River Plate Montevideo in der Primera División, als er in der 81. Spielminute für Maximiliano Perg eingewechselt wurde. In der Spielzeit 2014/15 lief er in insgesamt fünf Erstligaspielen (kein Tor) auf. Während der Saison 2015/16 folgten acht weitere Erstligaeinsätze (kein Tor). In der Spielzeit 2016 kam er in sieben Erstligapartien (kein Tor) und einer Begegnung (kein Tor) der Copa Sudamericana 2016 zum Einsatz.
Im August 2017 wurde der Spieler bis Ende des Jahres an Club Atlético Juventud de Las Piedras ausgeliehen. Anschließend kehrte er zunächst zu seinem Stammverein zurück, bevor er sich im Sommer 2019 Peñarol Montevideo anschloss. 2021 wagte der Uruguayer den Schritt nach Europa und unterschrieb einen Vertrag bei Boavista Porto.